# Sonceboz-Sombeval
Sonceboz-Sombeval es una comuna suiza del cantón de Berna, situada en el distrito administrativo del Jura bernés. Limita al norte con la comuna de Tavannes, al este con Péry-La Heutte, al sur con Orvin, y al oeste con Corgémont.

## Historia
De 1797 a 1815, Sonceboz-Sombeval perteneció a Francia, la comuna hacía parte del departamento de Monte Terrible, y a partir de 1800, al departamento del Alto Rin, al cual el departamento de Monte Terrible fue anexado. En 1815, luego del Congreso de Viena, el territorio del antiguo Obispado de Basilea fue atribuido al cantón de Berna. 
Hasta el 31 de diciembre de 2009 situada en el distrito de Courtelary. Actualmente la comuna hace parte de la región del Jura bernés, la parte francófona del cantón de Berna.

## Transportes
Ferrocarril
Cuenta con una estación de ferrocarril que tiene servicios regionales, manteniendo comunicaciones con las comunas cercanas y ciudades como Biel/Bienne o La Chaux-de-Fonds.

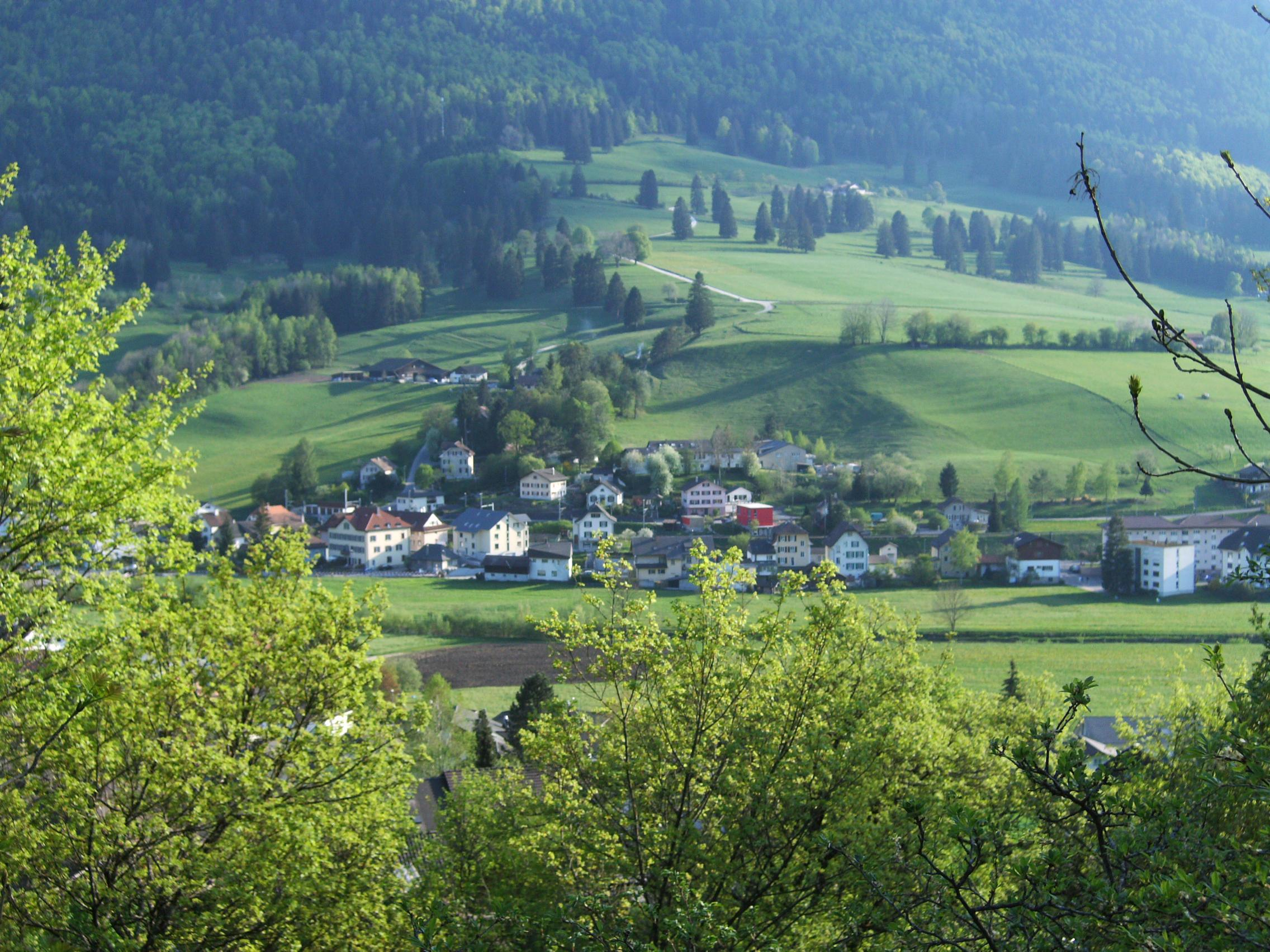
Vista de Sonceboz-Sombeval.